# Serafin (Domnin)
Serafin, imię świeckie Siergiej Wiktorowicz Domnin (ur. 25 września 1977 w Kamience) – rosyjski biskup prawosławny. 

## Życiorys
Od piętnastego roku życia był ministrantem, psalmistą i lektorem w cerkwi św. Dymitra Sołuńskiego w Kamience. W 1995 wstąpił do seminarium duchownego w Saratowie, ukończył je po pięciu latach. 27 lipca 1997 w cerkwi św. Dymitra w Lesnoj Wjasie przyjął święcenia diakońskie z rąk arcybiskupa penzeńskiego Serafina. 11 września tego samego roku arcybiskup Serafin wyświęcił go na kapłana w soborze Zaśnięcia Matki Bożej w Penzie. W tejże świątyni duchowny podjął pracę duszpasterską. 2 kwietnia 1999 złożył wieczyste śluby mnisze, przyjmując imię Serafin na cześć św. męczennika Serafina (Cziczagowa). Rok później został inspektorem szkoły duchownej w Penzie. 
W 2001 przeniesiony do parafii Opieki Matki Bożej w Penzie, służył w niej przez rok. W latach 2002–2005 był dziekanem cerkwi św. Innocentego Irkuckiego przy szkole duchownej w Penzie, zaś od 2004 do 2006 – proboszczem parafii św. Dymitra w Kamience. W 2006 otrzymał godność igumena, w 2008 został proboszczem parafii Zmartwychwstania Pańskiego w Zariecznym, zaś w 2011 – prorektorem szkoły duchownej w Penzie.
Nominowany na biskupa kuźnieckiego i nikolskiego na posiedzeniu Świętego Synodu Rosyjskiego Kościoła Prawosławnego w dniu 26 lipca 2012. W związku z tą decyzją 14 sierpnia tego samego roku otrzymał godność archimandryty. Jego chirotonia biskupia odbyła się 12 września 2012 w cerkwi Narodzenia Pańskiego w Krasnojarsku z udziałem konsekratorów: patriarchy moskiewskiego i całej Rusi Cyryla, metropolitów sarańskiego i mordowskiego Warsonofiusza, krasnojarskiego i aczyńskiego Pantelejmona, penzeńskiego i niżniełomowskiego Beniamina, arcybiskupa rówieńskiego i ostrogskiego Bartłomieja, biskupów jenisejskiego i norylskiego Nikodema, kańskiego i boguczarskiego Filareta. 
25 grudnia 2013 został ordynariuszem eparchii penzeńskiej, kierującym całą metropolią penzeńską. 1 lutego 2014 został podniesiony do godności metropolity.